# Mary Glen Haig
Mary Alison Glen-Haig (Londra, 12 luglio 1918 – 15 novembre 2014) è stata una schermitrice britannica, vincitrice di una medaglia di bronzo ai campionati mondiali di scherma.